# 171e méridien ouest
En géographie, le 171e méridien ouest est le méridien joignant les points de la surface de la Terre dont la longitude est égale à 171° ouest.

## Géographie

### Dimensions
Comme tous les autres méridiens, la longueur du 171e méridien correspond à une demi-circonférence terrestre, soit 20 003,932 km. Au niveau de l'équateur, il est distant du méridien de Greenwich de 19 036 km,.
Avec le 9e méridien est, il forme un grand cercle passant par les pôles géographiques terrestres.

### Régions traversées
En commençant par le pôle Nord et descendant vers le sud au pôle Sud, Le 171e méridien ouest passe par:
| Coordonnées           | Pays, territoire ou mer | Notes |
| --------------------- | ----------------------- | --- |
| 90° 00′ N, 171° 00′ O | Océan Arctique          | |
| 71° 50′ N, 171° 00′ O | Mer des Tchouktches     | |
| 66° 32′ N, 171° 00′ O | Russie                  | Tchoukotka — Péninsule Tchouktche |
| 65° 29′ N, 171° 00′ O | Mer de Bering           | |
| 63° 35′ N, 171° 00′ O | États-Unis              | Alaska — Île Saint-Laurent |
| 63° 25′ N, 171° 00′ O | Mer de Bering           | Passe juste à l'est de l'Île Chagulak, Alaska, États-Unis (à 52° 34′ N, 171° 06′ O) Passe juste à l'est de l'Île Yunaska, Alaska, États-Unis (à 52° 33′ N, 170° 51′ O) |
| 52° 32′ N, 171° 00′ O | Océan Pacifique         | Passe juste à l'est de l'île Enderbury, Kiribati (à 3° 08′ S, 171° 04′ O) Passe juste à l'ouest de l'île Rawaki, Kiribati (at 3° 43′ S, 170° 43′ O) Passe juste à l'est de l'île Manra, Kiribati (at 4° 27′ S, 171° 13′ O) Passe juste à l'est de l'atoll Fakaofo, Tokelau (at 9° 21′ S, 171° 11′ O) Passe juste à l'est de l'île Swains, Samoa américaines (claimed by Tokelau) (à 11° 03′ S, 171° 03′ O) Passe juste à l'ouest de l'île Tutuila, Samoa américaines (à 14° 19′ S, 170° 51′ O) |
| 60° 00′ S, 171° 00′ O | Océan Austral           | |
| 78° 29′ S, 171° 00′ O | Antarctique             | Dépendance de Ross, Liste des territoires revendiqués par la Nouvelle-Zélande |